# Velódromo de Torrero
El Velódromo de Torrero, también conocido como Torrero o Velódromo del Iberia, fue una pista de ciclismo en pista al aire libre de Zaragoza (Aragón, España), situada en el barrio homónimo de Torrero. Fue uno de los velódromos más importantes en España a principios de los años 30.

### Orígenes
La pista fue impulsada por el Iberia Sport Club, sociedad futbolística fundada en 1917 (fue el equipo más destacado del fútbol aragonés de los años 1920) que desde 1924 gozaba de una sección de ciclismo. Dicha sociedad poseía unos terrenos en el barrio de Torrero, en los cuales ya existía una piscina (la única existente por aquel entonces en Zaragoza) y el campo de fútbol. Allí se construyó el velódromo, formando así un complejo deportivo de primer orden hoy desaparecido, situado aproximadamente en el área formada por las calles Lasierra Purroy, Dr. Pascual Oliver, Honorio García Condoy y Monzón.

### Inauguración y esplendor
El Velódromo de Torrero fue inaugurado el 27 de mayo de 1928. La pista se convirtió pronto como una de las más importantes a nivel nacional, juntamente con el Velódromo de Tirador (Palma de Mallorca) y el velódromo de Sants (Barcelona), con la disputa de pruebas ciclistas de todo tipo. Prueba de ello es la organización del campeonato de España de velocidad en 1930. También fue final del tradicional Circuito de la Ribera del Jalón en varias ocasiones, organizado por el propio Iberia Sport Club.
El 18 de marzo de 1932 se produce la fusión del Iberia Sport Club con el Zaragoza CD formando el Real Zaragoza, tras la cual el fútbol cobró aún mayor importancia en la nueva entidad y la sección ciclista fue quedando gradualmente postergada. Inicialmente la pista aún vivió momentos de esplendor y acogió de nuevo los campeonatos nacionales de velocidad en 1932 y 1933.

### Decadencia
A partir de 1934 sirvió como campo de entreno del equipo filial del Real Zaragoza, lo cual complicó aún más su utilización para el ciclismo. Ese mismo año la sección ciclista decidió separarse del club con el nombre de Club Ciclista Iberia y, dadas las dificultades crecientes para el uso del velódromo, se centró en el excursionismo. Desde entonces el recinto funcionó como terreno complementario del Campo de Torrero y la presencia del ciclismo languideció gradualmente hasta desaparecer.
La pista desapareció durante una ampliación del aforo del Campo de Torrero realizada en 1940.

## Eventos
Durante breve tiempo Torrero estuvo en primera línea a nivel nacional con la organización de los campeonatos de España de velocidad de manera casi exclusiva a principios de los años 30.
- Campeonato de España de velocidad: 1930, 1932 y 1933